# Stealth mode
En negocios, modo de sigilo es una compañía en un estado temporal de secretismo, generalmente usado para evitar alertar a competidores sobre sus nuevos productos o sobre alguna otra iniciativa empresarial.
Cuando una compañía se encuentra en modo de sigilo puede intentar engañar al público sobre sus verdaderas metas como empresa. Por ejemplo, pueda dar nombres código a sus productos por lanzarse. Pueda operar en un sitio web corporativo que no revela su personal o ubicación. Nuevas compañías pueden operar sobre un seudónimo que no revele su campo de negocios. Para aplicar este comportamiento, las compañías a menudo requieren que sus empleados firmen acuerdos de confidencialidad, y controlan con quién hablan en los medios.
Al nivel de compañía, un modo de sigilo puede también referirse a un nuevo proyecto o idea que ha sido mantenida en secreto, no solo por personas externas, sino también de empleados para evitar un concepto erróneo de la idea..
Producto de sigilo es un producto que una compañía desarrolla en secreto, mientras que una compañía de sigilo es una compañía nueva  que evita una revelación en cuanto a su existencia, propósito, productos, personal, financiación, nombre de marca, u otros atributos importantes. El término innovación de sigilo es aplicada a ideas y proyectos individuales que está desarrollado en secreto dentro de una compañía.

## Trasfondo
Mientras que el sigilo es la norma histórica de muchos campos empresariales, empresas emergentes a menudo prosperan a través de la publicidad y compartir información. La transparencia es común en la cultura empresarial de Silicon Valley y otros centros de tecnología, con competidores intercambiando libremente noticias de descubrimientos, productos en desarrollo, y otras noticias de la compañía. Hay interés de medios de comunicación intensos en algunos sectores empresariales, con incluso rondas de financiamiento relativamente pequeñas cubiertas con prensa especializada. Las relaciones públicas son consideradas útiles para atraer interés de talentos, clientes, e inversores, promoviendo la carrera de las personas implicadas. Además, los competidores a menudo colaboran en proyectos o se compran productos uno al otro. Algunas compañías, no obstante, evitan publicidad en campos donde no normal el secretismo. Entre las razones puede ser que una compañía pequeña sin muchos fondos no quiera dar más recursos a sus competidores. La alta publicidad de una gran o conocida compañía puede opacar el interés sobre una pequeña empresa emergente. 
Si una compañía que innova no tiene verdaderos motivos por los que proteger su propiedad intelectual, podrían tratar de obtener la "ventaja del primer movimiento" al esperar hasta que el producto ya esté listo para venderse antes de que sea anunciado. Esto les da el mayor tiempo posible antes de que otros puedan tratar de copiar su idea. Por otra parte, compañías que nueva tecnología protegida podrían, sin embargo, desear hasta que hayan obtenido la patente